# Авратинська волость
Авратинська волость (Шибенська) — історична адміністративно-територіальна одиниця Старокостянтинівського повіту Волинської губернії з центром у селі Шибенка.
Станом на 1886 рік складалася з 9 поселень, 7 сільських громад. Населення — 7070 осіб (3125 чоловічої статі та 2945 — жіночої), 967 дворових господарств.
|                     | Площа, десятин | У тому числі орної, дес. |
| ------------------- | -------------- | ------------------------ |
| Сільських громад    | 5694           | 4654                     |
| Приватної власності | 5174           | 4086                     |
| Іншої власності     | 305            | 286                      |
| Загалом             | 11173          | 9026                     |

Поселення волості:
- Шибенка — колишнє власницьке село при річці Жердь за 70 верст від повітового міста, 1878 осіб, 318 двір, православна церква, училище, школа, 2 постоялих будинки, 2 постоялих будинки, кузня, водяний й вітряний млини.
- Авратин (пол. Awratyn[2])  — колишнє власницьке село, 852 особи, 174 двори, православна церква, постоялий будинок й вітряний млин.
- Гальчинці — колишнє власницьке село при річці Самець, 706 осіб, 115 дворів,  православна церква, школа, постоялий будинок й вітряний млин.
- Єлизаветпіль (Свинка) — колишнє власницьке село, 673 особи, 113 двори, православна церква й вітряний млин.
- Колісець — колишнє власницьке село при річці Жердь, 595 осіб, 107 дворів, православна церква, школа, постоялий будинок.
- Медисівка — колишнє власницьке село при річці Жердь, 488 осіб, 79 дворів, православна церква, школа, постоялий будинок.

Станом на 1913 рік складалася з містечка та 10 поселень, 9 сільських громад. Населення зросло до 13 145 осіб, 2202 дворових господарства, волосним старшиною був А. Стецюк.